# 卡德尔·阿德南
卡德尔·阿德南·穆罕默德·穆薩（阿拉伯語： خضر عدنان محمد موسى，1978年3月24日—2023年5月2日）是巴勒斯坦伊斯兰圣战运动成員。他被視為巴勒斯坦伊斯兰圣战组织約旦河西岸地區的发言人和领导人。阿德南曾因指控參與恐怖活动而被以色列當局12次行政拘留。2011年12月，以色列當局對阿德南採取行政拘留措施。隨即阿德南決定绝食抗议。2012年2月21日，以色列同意在當年4月17日释放阿德南，阿德南也同意立即结束66天的绝食，絕食天數當時在巴勒斯坦創下紀錄。 
2023年2月5日，阿德南再次被指控參與恐怖主義活動而在约旦河西岸被捕，這也是以色列當局第12次對其採取行政拘留措施。之後他开始绝食，並且拒绝接受治疗。5月2日上午，阿德南身亡。阿德南一生一共被以色列當局關押了8年。
巴勒斯坦伊斯兰圣战运动不滿阿德南身亡，於是從加沙向以色列南部發射37枚火箭彈，造成以色列方面3人受傷，傷者包括一名中國工人。以色列国防军又出动战机空襲加沙地带，造成1人重傷。
聯合國秘書長古特雷斯表示，以色列当局必须对阿德南死亡情况进行彻底调查，并再次呼吁以色列停止行政拘留。古特雷斯表示，所有被行政拘留的人都应该立即在法庭上受审或者被释放。巴勒斯坦总理穆罕默德·阿什提耶指控以色列是在蓄意暗杀。阿拉伯国家联盟表示，以色列占领当局蓄意实施医疗忽视导致阿德南死亡。